# Haematera pyrame
Haematera pyrame (denominada popularmente, em inglês, Rose Beauty) é uma borboleta neotropical da família Nymphalidae, subfamília Biblidinae e tribo Callicorini, encontrada da Nicarágua até a Argentina e Peru. Foi classificada por Jakob Hübner em 1819, com a denominação de Callidula pyrame e com o seu tipo nomenclatural tendo sido coletado em Caiena (Guiana Francesa). É a única espécie do seu gênero (táxon monotípico). Anteriormente o entomólogo Johan Christian Fabricius a havia denominado Papilio pyramus, no ano de 1781, porém tal denominação já havia sido dada por Pieter Cramer, em 1779, para denominar uma espécie de Hesperiidae.

## Descrição
Indivíduos desta espécie, vistos por cima, possuem as asas de contornos levemente ondulados e pouca variação em sua coloração, atingindo até 2 centímetros de envergadura e apresentando tons de coloração em preto, nas extremidades das asas anteriores, com uma faixa em vermelho no centro, estendendo-se para o meio das asas posteriores, cujas partes restantes são de um roxo azulado que varia de acordo com a incidência de luz. Vistos por baixo apresentam uma padronagem que se disfarça com a areia do solo, oferecendo-lhes uma eficiente camuflagem. Em exemplares de ambos os sexos, na Colômbia e Venezuela, a cor avermelhada é substituída por uma tonalidade em laranja. Existe pouco dimorfismo sexual, com as fêmeas apenas apresentando suas asas traseiras inteiramente castanhas.

## Hábitos
Segundo Adrian Hoskins, ela pode ser encontrada em ambientes antrópicos ou em florestas de altitudes que vão de 200 até 1 200 metros. Machos são vistos absorvendo a umidade mineralizada do solo, em praias de rios, estradas de terra e trilhas em florestas. Eles frequentemente são vistos solitariamente, mas, em alguns anos, há grandes explosões populacionais. Nestas ocasiões, grandes agregações podem ser encontradas, sendo muito ativas com a luz e o calor do sol; flutuando constantemente de um ponto a outro ou estabelecendo-se para alimentação. Também se alimentam de frutos em fermentação. No Brasil, esta espécie pode ser encontrada em ambiente de cerrado, junto com outros Callicorini.

## Lagarta, crisálida e planta-alimento
Suas lagartas, quando desenvolvidas, são de coloração verde, com pequenas verrugas brancas na superfície, apresentando um par de projeções ramificadas em sua cabeça. A crisálida, verde no início, adquire a coloração das asas do adulto, próximo ao período de eclosão. Foram encontradas se alimentando de plantas de Serjania, no Brasil central, e de Urvillea ulmacea (gênero Urvillea), na região norte da América do Sul (Colômbia e Venezuela).

## Subespécies
H. pyrame possui três subespécies (Adrian Hoskins cita seis subespécies reconhecidas):
- Haematera pyrame pyrame - Descrita por Hübner em 1819, de exemplar proveniente da Guiana Francesa; também ocorre no Brasil e Argentina.
- Haematera pyrame thysbe - Descrita por Doubleday em 1849, de exemplares provenientes da Venezuela e Colômbia.
- Haematera pyrame rubra - Descrita por Kaye em 1904, de exemplar proveniente de Trinidad.